# 鲍勃·埃文斯
罗伯特·W·埃文斯（英語：Robert W. Evans，1925年5月31日—1997年9月27日），美国NBA联盟前职业篮球运动员。